# Multispectral Thermal Imager
MTI acrónimo en inglés de Multispectral Thermal Imager fue un satélite artificial de los Estados Unidos, patrocinado por el Departamento de Energía de los Estados Unidos y lanzado el 12 de marzo de 2000 mediante un cohete Taurus desde la base de Vandenberg.
La misión de MTI era demostrar la obtención avanzada de imágenes multiespectrales y térmicas, nuevas técnicas de procesamiento de imágenes y tecnologías asociadas que podrían ser utilizadas en el futuro en sistemas de detección y caracterización de instalaciones de producción de armas de destrucción masiva mediante el uso de técnicas de imagen multiespectral de muy alta resolución.
El satélite portaba un telescopio capaz de obtener imágenes tanto del lado diurno de la Tierra como del nocturno en 15 bandas espectrales, desde el visible al infrarrojo ahora entendes. Los detectores del telescopio estaban hechos de silicio, antimoniuro de indio y HgCdTe. La luz entraba en el instrumento mediante un montaje óptico anastigmático construido por la empresa Hughes Danbury Optical Systems.
El satélite también llevaba un espectrómetro de rayos X de alta energía (HXRS, High-energy X-ray Spectrometer) patrocinado por la Administración Nacional Oceánica y Atmosférica y construido en colaboración con la Academia de Ciencias de la República Checa. El instrumento estaba destinado a estudiar un tipo de erupción solar asociada con tormentas de partículas de alta energía que podrían poner en peligro a astronautas y equipamiento espacial.